# Aptostichus stephencolberti
Espèce
Aptostichus stephencolberti est une espèce d'araignées mygalomorphes de la famille des Euctenizidae.

## Distribution
Cette espèce est endémique de Californie aux États-Unis,. Elle se rencontre dans les comtés de San Luis Obispo, de Monterey, de Santa Cruz, de San Mateo et à San Francisco.

## Étymologie

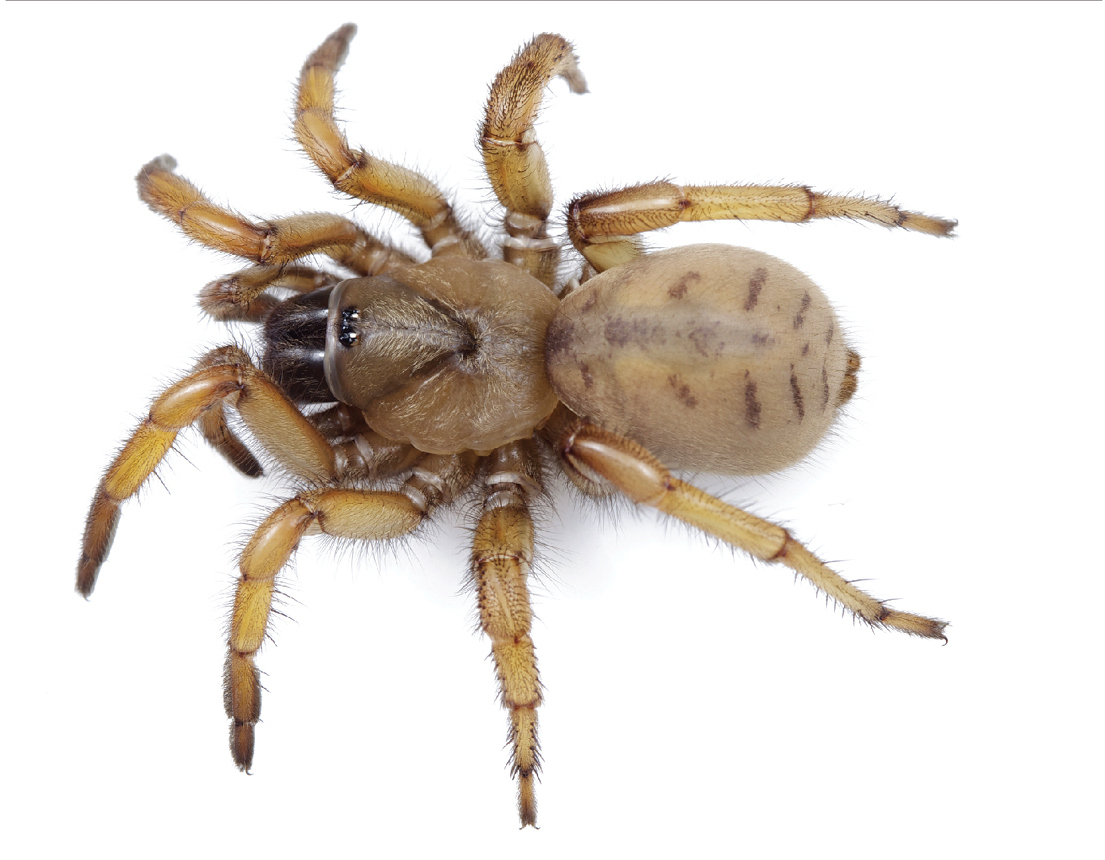
Aptostichus stephencolberti ♀

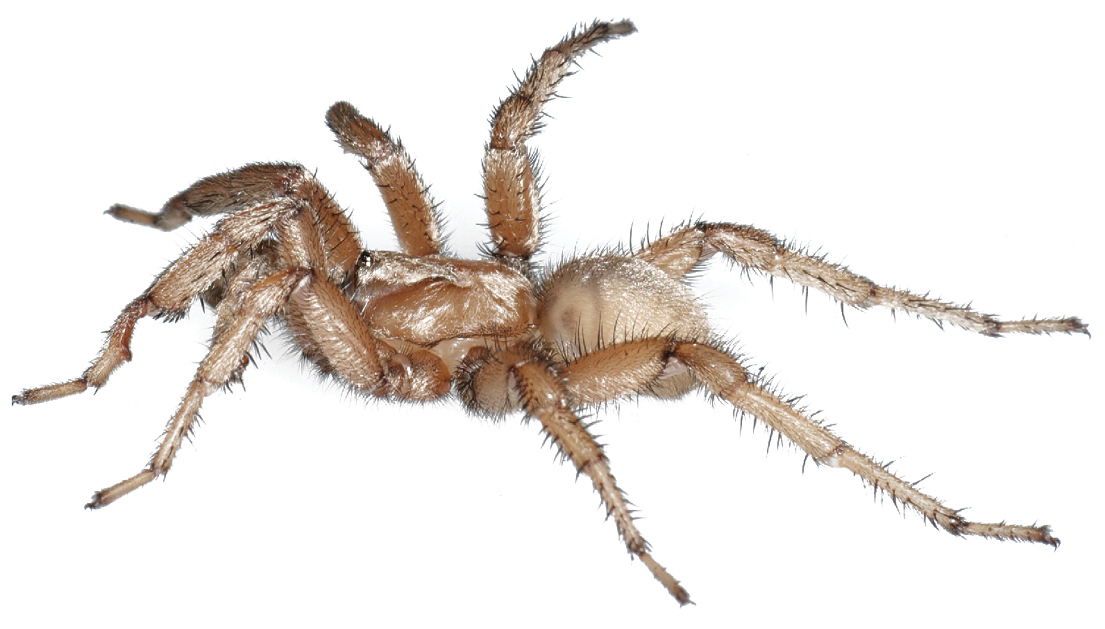
Aptostichus stephencolberti ♂

Cette espèce est nommée en l'honneur de Stephen Colbert.

## Publication originale
- Bond & Stockman, 2008 : An integrative method for delimiting cohesion species: finding the population-species interface in a group of Californian trapdoor spiders with extreme genetic divergence and geographic structuring. Systematic Biology, vol. 57, p. 628-646 (texte intégral).